# Accomack County
Accomack County ist ein County im Bundesstaat Virginia der Vereinigten Staaten. Bei der Volkszählung im Jahr 2020 hatte das County 33.413 Einwohner und eine Bevölkerungsdichte von 28,3 Einwohnern pro Quadratkilometer. Der Verwaltungssitz (County Seat) ist Accomac. Der Name Accomack kommt von accawmacke, was über die Wasserstelle heißt.

## Geographie
Accomack County liegt im Osten auf der Virginia vorgelagerten Delmarva-Halbinsel und hat eine Fläche von 3393 Quadratkilometern, wovon 2214 Quadratkilometer Wasserfläche sind. Es grenzt im Süden an Northampton County und im Norden an den Bundesstaat Maryland.

## Geschichte
Accomack County wurde 1663 aus Teilen des Northampton County gebildet. Somit bestand die Halbinsel fortan aus zwei Countys. Von der Kolonialzeit bis heute stand die Produktion von Agrarprodukten an erster Stelle. Die ersten Farmer pflanzten auch Tabak an und später kam die Viehzucht hinzu. Die meisten Tiere grasten frei auf der Halbinsel, da das Meer eine natürliche Barriere bildete. Die vielen kleine Flüsse dienten als Wasserstraßen, um die Produkte bis an die Chesapeake Bay oder den Atlantik zu transportieren. 1880 wurde in dieser Gegend die erste Eisenbahnlinie gebaut und entlang der Schienen bildeten sich neue Ansiedlungen.
Eine weitere Nahrungsquelle stellte der Fischfang dar, bei dem sich die ersten Siedler den Unterschied der Gezeiten am Eingang zur Chesapeake Bay zunutze machten, ohne mit Schiffen hinausfahren zu müssen. Diese Art des Fischfangs nutzten die Siedler mehrere Generationen. Heute  gibt es hier mehrere Austernbänke.

## Sehenswertes
- Cape Charles Museum – mit alten Eisenbahnen und Dampfschiffen
- Custis Tomb – erhaltene und restaurierte Gebäude entlang des Arlington Creek
- Eyre Hall Gardens – ein historischer Besitz mit Herrenhaus aus 1735, erbaut aus Steinen aus England, die als Ballast auf Segelschiffen mitgeführt wurden.
- Barrier Island Center
- Ker Place – ein 1799 erbautes Herrenhaus, authentisch restauriert und zum Museum umfunktioniert
- Eastern Shore Railroad Museum – ein Eisenbahnmuseum mit restaurierten Zügen ab Mitte des 19. Jahrhunderts
- NASA-Wallops Visitor Center – rund um verschiedene Apollo-Missionen
- Oyster and Maritime Museum – rund um die hiesige Fischerei und der Austernzucht, die hier seit dem Ausbruch des Bürgerkriegs 1861 betrieben wird
- Refuge Waterfowl Museum – eine Auswahl der hier lebenden Wasservögel

## Demografische Daten
Nach der Volkszählung im Jahr 2000 lebten im Accomack County 38.305 Menschen. Davon wohnten 864 Personen in Sammelunterkünften, die anderen Einwohner lebten in 15.299 Haushalten und 10.388 Familien. Die Bevölkerungsdichte betrug 32 Einwohner pro Quadratkilometer. Ethnisch betrachtet setzte sich die Bevölkerung zusammen aus 63,38 Prozent Weißen, 31,56 Prozent Afroamerikanern, 0,33 Prozent amerikanischen Ureinwohnern, 0,22 Prozent Asiaten, 0,06 Prozent Bewohnern aus dem pazifischen Inselraum und 3,57 Prozent aus anderen ethnischen Gruppen; 0,89 Prozent stammten von zwei oder mehr ethnischen Gruppen ab. 5,38 Prozent der Bevölkerung waren spanischer oder lateinamerikanischer Abstammung.

Alterspyramide des Accomack County

Von den 15.299 Haushalten hatten 28,9 Prozent Kinder und Jugendliche unter 18 Jahre, die bei ihnen lebten. 49,2 Prozent waren verheiratete, zusammenlebende Paare, 14,4 Prozent waren allein erziehende Mütter, 32,1 Prozent waren keine Familien, 27,7 Prozent waren Singlehaushalte und in 12,5 Prozent lebten Menschen im Alter von 65 Jahren oder darüber. Die Durchschnittshaushaltsgröße betrug 2,45 und die durchschnittliche Familiengröße lag bei 2,96 Personen.
Auf das gesamte County bezogen setzte sich die Bevölkerung zusammen aus 24,3 Prozent Einwohnern unter 18 Jahren, 8,2 Prozent zwischen 18 und 24 Jahren, 26,2 Prozent zwischen 25 und 44 Jahren, 24,7 Prozent zwischen 45 und 64 Jahren und 16,7 Prozent waren 65 Jahre alt oder darüber. Das Durchschnittsalter betrug 39 Jahre. Auf 100 weibliche Personen kamen 94,3 männliche Personen, auf 100 Frauen im Alter ab 18 Jahren kamen statistisch 90,0 Männer.
Das jährliche Durchschnittseinkommen eines Haushalts betrug 30.250 USD, das Durchschnittseinkommen der Familien betrug 34.821 USD. Männer hatten ein Durchschnittseinkommen von 27.078 USD, Frauen 19.590 USD. Das Prokopfeinkommen betrug 16.309 USD. 13,0 Prozent der Familien und 18,0 Prozent der Bevölkerung lebten unterhalb der Armutsgrenze.

## Orte im Accomack County
Towns
| - Accomac - Belle Haven 1 - Bloxom - Chincoteague - Hallwood | - Keller - Melfa - Onancock - Onley - Painter | - Parksley - Saxis - Tangier - Wachapreague |

Census-designated places (CDP)
| - Atlantic - Bayside - Bobtown - Boston - Captains Cove - Cats Bridge - Deep Creek - Gargatha | - Greenbackville - Greenbush - Harborton - Horntown - Lee Mont - Makemie Park - Mappsburg - Mappsville | - Metompkin - Modest Town - Nelsonia - New Church - Oak Hall - Pastoria - Pungoteague - Quinby | - Sanford - Savage Town - Savageville - South Chesconessex - Tasley - Temperanceville - Wattsville - Whitesville |